# Station Motylewo
Station Motylewo is een spoorwegstation in de Poolse plaats Piła (Motylewo).